# Johan Kvandal
Johan Kvandal (né le 8 septembre 1919 à Oslo – mort le 16 février 1999 dans la même ville) est un compositeur norvégien, fils du compositeur David Monrad Johansen.

## Biographie
Johan Kvandal commence à composer très tôt. Il étudie la composition avec Geirr Tveitt de 1937 à 1942 et avec Joseph Marx, à la Musikhochschule de Vienne, de 1942 à 1944. Il est diplômé en tant que chef d'orchestre au Conservatoire d’Oslo en 1947 et en tant qu’organiste en 1951. Il a également étudié la direction de chœur au Conservatoire de Stockholm, la théorie musicale avec Per Steenberg et l’orgue avec Arild Sandvold.
De 1952 à 1954, il est l’élève de Nadia Boulanger au Conservatoire de Paris grâce à une bourse du Norsk Komponistforening qui est l'Association norvégienne des compositeurs. Il reçoit, de cette association, en 1984, le prix Lindemann et a également été actif au sein du Norsk Komponistforening, à la fois à son conseil d'administration et à son conseil consultatif.
Johan Kvandal fût également critique musical pour les journaux norvégien et organiste d'église, à Oslo.

## Styles et influences
La musique folklorique norvégienne est très encrée dans les premières œuvres de Johan Kvandal, que ce soit par les éléments rythmiques ou mélodiques. Une grande partie de la musique de Kvandal est de la tradition tonale bien qu'il se soit penché sur les techniques dodécaphoniques durant une période.
Johan Kvandal a toujours pensé sa musique dans de grandes étendues et formes avec des lignes plus larges, malgré l'utilisation d'éléments de la musique norvégienne traditionnelle dans ses premières compositions. Durant ses études dans les années 1950, cette vision de la musique va se renforcer et Kvandal va alors utiliser la polyphonie des mouvements néo-classiques allemands et français avec ses éléments tonaux, et sa forme.
Pendant les années 1970 et celles qui ont suivi, Kvandal a composé dans un style plus mélodique et accessible, on peut noter comme exemple son Opus 40 où il mélange des éléments de la tradition norvégienne avec les sons contemporains qu'il a appris lors de ses années d'études. On peut également citer son Concerto pour violon et orchestre de 1979 où il mélange les éléments mélodiques de la musique norvégienne avec la tradition classique.

## Œuvres

### Compositions (liste non exhaustive)
- Sonatine pour piano, op. 2, 1940
- Ouverture norvégienne pour orchestre, op. 7, 1951
- Epopée symphonique, op. 21, 1962
- Symphonie n°1, op. 18, 1957-1958
- Concerto pour flûte et orchestre à cordes, op. 22, 1963
- Quatuor à cordes n°2, op. 27, 1966
- Skipper Pire, op. 28 a, 1968
- Skipper Worse Suite, pour orchestre, op. 28 b, 1968
- Trois fantasmes de percussions pour piano, op. 31, 1969
- Antagonia, pour deux orchestres à cordes et percussions, op. 38, 1973
- Tons radicaux norvégiens, pour chant et piano, op. 40, 1974
- Poème de Michelangelo, pour soprano et orchestre, op. 49, 1978
- Quintette pour violon Hardanger et quatuor à cordes, op. 50, 1978
- Concerto pour violon et orchestre, op. 52, 1979
- Concerto pour orchestre de chambre, op. 55, 1980
- Musique de nuit, pour huit vents et contrebasse, op. 57, 1981
- Underet, pour chœur mixte, texte de A. Eidslott, op. 69, 1986
- Mysterier, opéra, livret de B. Halle d'après K. Hamsun, op. 75, 1993
- Concerto pour deux pianos et orchestre, op. 77, 1993-1994
- Concerto pour piano, op. 85, 1998

## À noter
Johan Kvandal a composé pour le violon Hardanger.